# Organisation interne révolutionnaire
 (août 2012).

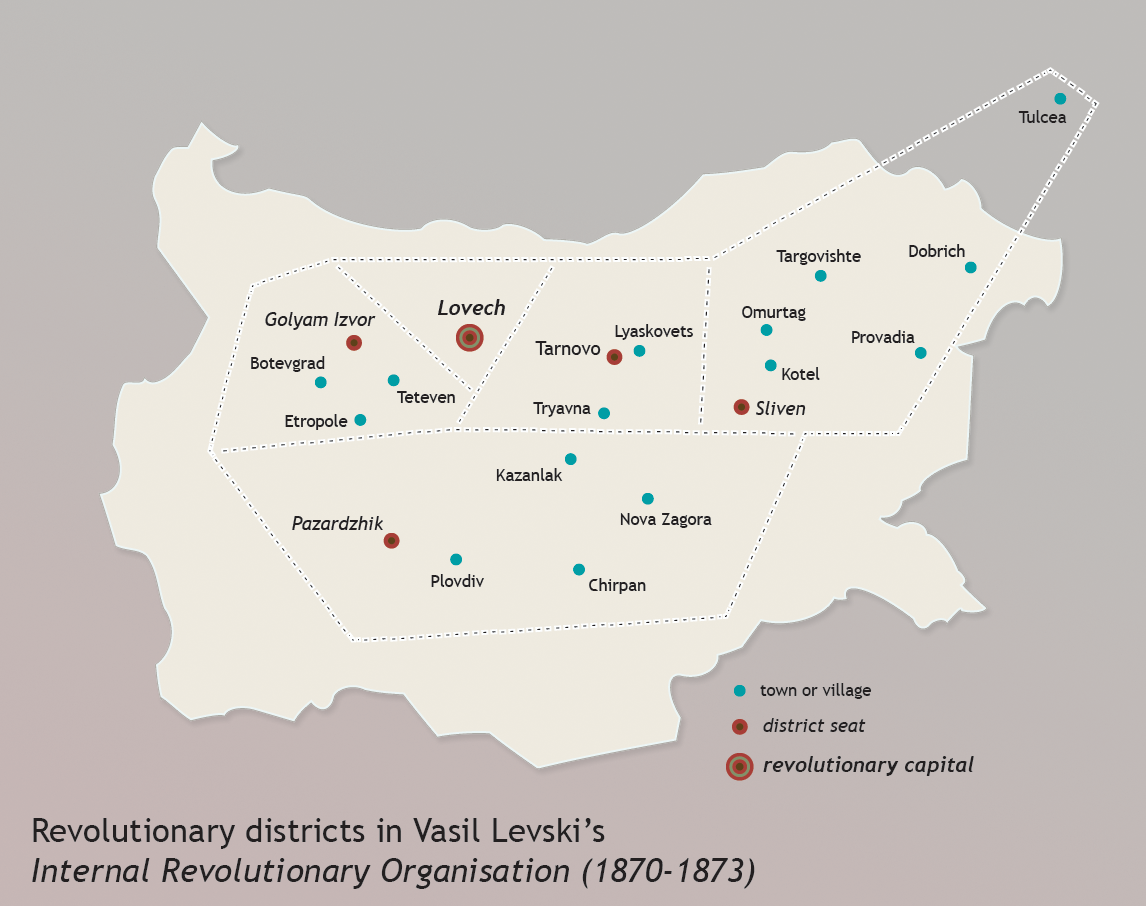
Carte des districts révolutionnaires de l'Organisation Interne Révolutionnaire de Vasil Levski

L’Organisation interne révolutionnaire  (bulgare : Вътрешна революционна организация) ou ORI fut une organisation révolutionnaire bulgare fondée et mise en place par le révolutionnaire bulgare Vassil Levski entre 1869 et 1871. L’organisation chapeautait un réseau de comités révolutionnaires régionaux, gouvernés par un Comité Central depuis la ville de Lovech. La fondation de l’organisation reflétait les idées de Levski selon lesquelles le centre de l’activité révolutionnaire bulgare devait être transféré des cercles bulgares émigrés en Roumanie vers la Bulgarie elle-même. En 1871, Levski prépara une Charte de l’Organisation dans l’esprit de ses propres vues politiques : libération de la Bulgarie du joug ottoman à travers une révolution nationale qui donnerait au pays une république démocratique garantissant l’égalité de tous ses citoyens sans considération de leur ethnicité ou de leur religion.
Fin 1872, Levski et Lyuben Karavelov (en), le membre honoraire du Comité central révolutionnaire bulgare (BRCK), qui était situé à Bucarest, se rendirent compte que le succès futur de la lutte armée contre les Ottomans dépendait de la coopération des comités internes et externes. Dans ce but, les deux organisations préparèrent et adoptèrent un programme conjoint et votèrent pour la fusion des deux comités sous le nom de BRCK lors d’un meeting tenu à Bucarest en mai 1872.
Les buts et les principes fondamentaux qui gouvernaient le travail de l’ORI influencèrent la formation et les principes des comités révolutionnaires qui suivirent, notamment l'Organisation Révolutionnaire Interne Macédoine-Adrianople, active dans l’Empire ottoman de 1893 à 1912, l’Organisation révolutionnaire intérieure macédonienne (active en Macédoine grecque et yougoslave de 1919 à 1934), l'Organisation Révolutionnaire Interne de Thrace Organisation Interne Révolutionnaire de Thrace (en) (active en Grèce et en Yougoslavie de 1919 à 1934 et en Thrace-Occidentale de 1922 à 1934), l'Organisation Interne Révolutionnaire de Dobroudja (active en Dobroudja de 1923 à 1940) et l'Organisation Révolutionnaire Interne des Territoires Extérieures Occidentaux (active de 1921 à 1941 en Serbie puis en Yougoslavie).

## Sources
- Historical dictionary of Bulgaria, Item 46 of European historical dictionaries, Scarecrow Press, Inc., 2006,  (ISBN 0-8108-4901-1), p. 228.
- Bones of Contention: The Living Archive of Vasil Levski and the Making of Bulgaria's National Hero, Maria N. Todorova, Central European University Press, 2008,  (ISBN 963-9776-24-6), p. 276-278.
- The establishment of the Balkan national states, 1804-1920, volume 8, A History of East Central Europe, Barbara Jelavich, University of Washington Press, 1986, p. 136-137,  (ISBN 0-295-96413-8)